# 锡韦尔格
锡韦尔格（法語：Sivergues，法語發音：[sivɛʁg]）是法国普罗旺斯-阿尔卑斯-蓝色海岸大区沃克吕兹省的一个市镇，属于阿普特区。

## 地理
锡韦尔格（43°49'42"N, 5°24'11"E）面积9.39 平方千米，位于法国普罗旺斯-阿尔卑斯-蓝色海岸大区沃克吕兹省，该省份为法国东南部内陆省份，北起德龙省，西北接阿尔代什省，西接加尔省，南至罗讷河口省，东南角与瓦尔省接壤，东临上普罗旺斯阿尔卑斯省。
与锡韦尔格接壤的市镇（或旧市镇、城区）包括：欧里博、比乌克斯、屈屈龙、赛尼翁、沃日讷。

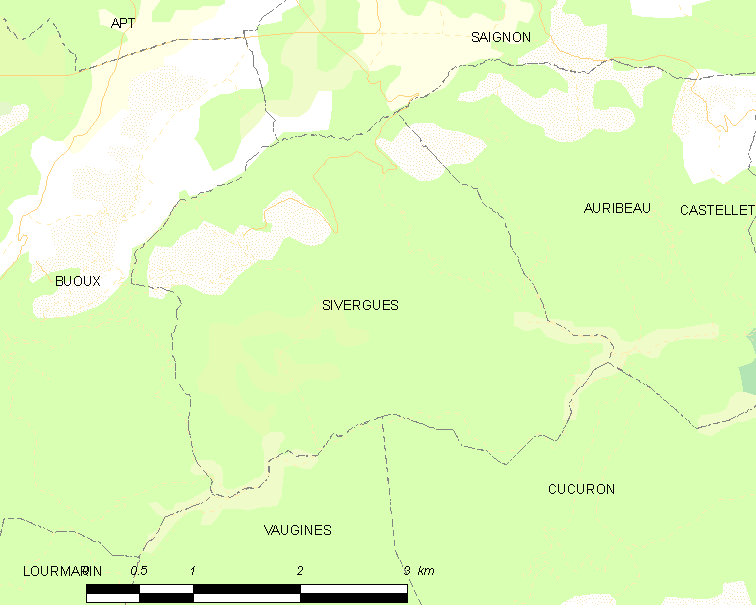
锡韦尔格的OSM定位图

锡韦尔格的时区为UTC+01:00、UTC+02:00（夏令时）。

## 行政
锡韦尔格的邮政编码为84400，INSEE市镇编码为84128。

## 政治
锡韦尔格所属的省级选区为阿普特县。

## 人口

1962-2008年间锡韦尔格人口变化图示

锡韦尔格于2022年1月1日时的人口数量为44人。